# Coutances (quận)
Quận Coutances là một quận của Pháp, nằm ở tỉnh Manche, ở vùng Normandie. Quận này có 10 tổng và 130 xã.

## Các đơn vị hành chính

### Các tổng
Các tổng của quận Coutances là: 
1. Bréhal
2. Cerisy-la-Salle
3. Coutances
4. Gavray
5. La Haye-du-Puits
6. Lessay
7. Montmartin-sur-Mer
8. Périers
9. Saint-Malo-de-la-Lande
10. Saint-Sauveur-Lendelin

### Các xã
Các xã của quận Coutances, và mã INSEE là: 
| 1. Agon-Coutainville (50003)             | 2. Ancteville (50007)                   | 3. Anctoville-sur-Boscq (50008)         |
| 4. Angoville-sur-Ay (50012)              | 5. Anneville-sur-Mer (50014)            | 6. Annoville (50015)                    |
| 7. Appeville (50016)                     | 8. La Baleine (50028)                   | 9. Baudreville (50035)                  |
| 10. Baupte (50036)                       | 11. Belval (50044)                      | 12. Blainville-sur-Mer (50058)          |
| 13. Boisroger (50061)                    | 14. Bolleville (50063)                  | 15. Brainville (50072)                  |
| 16. Bretteville-sur-Ay (50078)           | 17. Bricqueville-la-Blouette (50084)    | 18. Bricqueville-sur-Mer (50085)        |
| 19. Bréhal (50076)                       | 20. Bréville-sur-Mer (50081)            | 21. Cambernon (50092)                   |
| 22. Cametours (50093)                    | 23. Camprond (50094)                    | 24. Canville-la-Rocque (50097)          |
| 25. Cerisy-la-Salle (50111)              | 26. Chanteloup (50120)                  | 27. Coigny (50136)                      |
| 28. Contrières (50140)                   | 29. Coudeville-sur-Mer (50143)          | 30. Courcy (50145)                      |
| 31. Coutances (50147)                    | 32. Cretteville (50153)                 | 33. Créances (50151)                    |
| 34. Cérences (50109)                     | 35. Denneville (50160)                  | 36. Doville (50166)                     |
| 37. Feugères (50181)                     | 38. La Feuillie (50182)                 | 39. Gavray (50197)                      |
| 40. Geffosses (50198)                    | 41. Glatigny (50204)                    | 42. Gonfreville (50208)                 |
| 43. Gorges (50210)                       | 44. Gouville-sur-Mer (50215)            | 45. Gratot (50219)                      |
| 46. Grimesnil (50221)                    | 47. Guéhébert (50223)                   | 48. Hambye (50228)                      |
| 49. Hauteville-la-Guichard (50232)       | 50. Hauteville-sur-Mer (50231)          | 51. La Haye-du-Puits (50236)            |
| 52. Heugueville-sur-Sienne (50243)       | 53. Houtteville (50250)                 | 54. Hudimesnil (50252)                  |
| 55. Hyenville (50255)                    | 56. Hérenguerville (50244)              | 57. Laulne (50265)                      |
| 58. Lengronne (50266)                    | 59. Lessay (50267)                      | 60. Lingreville (50272)                 |
| 61. Lithaire (50273)                     | 62. Longueville (50277)                 | 63. Le Loreur (50278)                   |
| 64. Le Lorey (50279)                     | 65. Marchésieux (50289)                 | 66. Le Mesnil-Amand (50301)             |
| 67. Le Mesnil-Aubert (50304)             | 68. Le Mesnil-Garnier (50311)           | 69. Le Mesnil-Rogues (50320)            |
| 70. Le Mesnil-Villeman (50326)           | 71. Le Mesnilbus (50308)                | 72. La Meurdraquière (50327)            |
| 73. Millières (50328)                    | 74. Mobecq (50330)                      | 75. Montaigu-les-Bois (50336)           |
| 76. Montchaton (50339)                   | 77. Montcuit (50340)                    | 78. Montgardon (50343)                  |
| 79. Monthuchon (50345)                   | 80. Montmartin-sur-Mer (50349)          | 81. Montpinchon (50350)                 |
| 82. Montsurvent (50354)                  | 83. Muneville-le-Bingard (50364)        | 84. Muneville-sur-Mer (50365)           |
| 85. Nay (50368)                          | 86. Neufmesnil (50372)                  | 87. Nicorps (50376)                     |
| 88. Notre-Dame-de-Cenilly (50378)        | 89. Orval (50388)                       | 90. Ouville (50389)                     |
| 91. Pirou (50403)                        | 92. Le Plessis-Lastelle (50405)         | 93. Prétot-Sainte-Suzanne (50415)       |
| 94. Périers (50394)                      | 95. Quettreville-sur-Sienne (50419)     | 96. Regnéville-sur-Mer (50429)          |
| 97. Roncey (50437)                       | 98. La Ronde-Haye (50438)               | 99. Saint-Aubin-du-Perron (50449)       |
| 100. Saint-Denis-le-Gast (50463)         | 101. Saint-Denis-le-Vêtu (50464)        | 102. Saint-Germain-sur-Ay (50481)       |
| 103. Saint-Germain-sur-Sèves (50482)     | 104. Saint-Jores (50497)                | 105. Saint-Malo-de-la-Lande (50506)     |
| 106. Saint-Martin-d'Aubigny (50510)      | 107. Saint-Martin-de-Cenilly (50513)    | 108. Saint-Michel-de-la-Pierre (50524)  |
| 109. Saint-Nicolas-de-Pierrepont (50528) | 110. Saint-Patrice-de-Claids (50533)    | 111. Saint-Pierre-de-Coutances (50537)  |
| 112. Saint-Rémy-des-Landes (50544)       | 113. Saint-Sauveur-Lendelin (50550)     | 114.Saint-Sauveur-de-Pierrepont (50548) |
| 115.Saint-Sauveur-la-Pommeraye (50549)   | 116. Saint-Symphorien-le-Valois (50558) | 117. Saint-Sébastien-de-Raids (50552)   |
| 118. Saussey (50568)                     | 119. Savigny (50569)                    | 120. Servigny (50573)                   |
| 121. Sourdeval-les-Bois (50583)          | 122. Surville (50586)                   | 123. Tourville-sur-Sienne (50603)       |
| 124. Trelly (50605)                      | 125. Varenguebec (50617)                | 126. Vaudrimesnil (50622)               |
| 127. La Vendelée (50624)                 | 128. Ver (50626)                        | 129. Vesly (50629)                      |
| 130. Vindefontaine (50642)               |                                         |                                         |